# Francisco de Toral
Francisco de Toral   (segle XVI - Mérida, 20 d'abril de 1571)(Orde de Frares Menors), va ser un missioner franciscà a Nova Espanya i el primer bisbe de Yucatán.
Va prendre l'hàbit franciscà a la província d'Andalusia i va ser missioner a Polònia, la llengua del qual va aprendre a la perfecció, escrivint-hi un Art i un Vocabulari, així com diversos tractats i sermons. Feia l'any 1542 es va traslladar a Mèxic, fent després un viatge a Espanya per tornar amb més de 30 religiosos.
En 1559 va ser electe provincial i poc després bisbe de Yucatán 8el segon que va haver-hi), prenent possessió el 15 d'agost de 1562. Al principi va tenir algunes dificultats amb els religiosos de la seva pròpia Ordre i especialment amb Fra Diego de Landa, que li va succeir en el bisbat.
Va assistir al segon Concili provincial de Mèxic i va renunciar diverses vegades a la seva dignitat per retirar-se a un convent, però no li va ser acceptada la renúncia.